# Przeniesienie relikwii św. Pawła Pierwszego Pustelnika z Wenecji do Budy
Przeniesienie relikwii św. Pawła Pierwszego Pustelnika z Wenecji do Budy - obraz olejny z II ćwierci XVII w. przypisywany Tomaszowi Dolabelli znajdujący się w Muzeum 600-lecia w klasztorze jasnogórskim. 
Klasztor jasnogórski został założony i do dziś jest prowadzony przez Zakon Świętego Pawła Pierwszego Pustelnika (paulinów), powstałego w I poł. XIII w. na Węgrzech. Ponieważ patronem paulinów jest Paweł z Teb, to zarówno dla samych zakonników, jak i średniowiecznych władców Węgier bardzo istotne stało się pozyskanie relikwii tego świętego, przechowywanych od 1240 w kościele św. Juliana w Wenecji. Stało się to możliwe w 1381 r., gdy król Ludwik Węgierski toczący wcześniej z Republiką Wenecką dwie wojny zawarł z nią pokój, którego jednym z warunków było przekazanie relikwii do Budy na Węgrzech, co nastąpiło w trakcie uroczystej ceremonii jesienią tegoż roku. W następnym roku paulini założyli klasztor na Jasnej Górze w Polsce i prawdopodobnie otrzymali wówczas fragment szczątków świętego. Z tych powodów pozyskanie przez zakon relikwii z Wenecji było ważne również w tradycji klasztoru jasnogórskiego i skutkowało w XVII w. ufundowaniem obrazu przedstawiającym to wydarzenie.  
Ani na obrazie, ani w źródłach z epoki nie ma informacji o czasie powstania, autorze i fundatorze dzieła. Tym niemniej na podstawie cech stylistycznych malowidła Rozanow i Smulikowska ustaliły, że powstał on w warsztacie Tomasza Dolabelli, zaś styl obrazu, a zwłaszcza stroje postaci widocznych na nim, pozwoliły autorkom wskazać okres powstania na II ćwierć XVII w. Podobieństwo rysów twarzy jednej z głównych postaci do Tomasza Zamoyskiego i pewne szczegóły stroju i kompozycji wskazują, zdaniem ww. badaczek, że to ów polityk był fundatorem malowidła i że powstało ono w czasie starania się T. Zamoyskiego o urząd kanclerza Królestwa Polskiego, a więc w latach 1628-1635, jako najbardziej prawdopodobną datę wskazuje się rok ok. 1635. 
Obraz ma wymiary 446 × 331 cm i jest wykonany na płótnie w technice olejnej. Przedstawia znaną ze źródeł historycznej historię przewiezienia szczątków św. Pawła Pustelnika z Wenecji do Budy. W istocie na jednym płótnie zilustrowano trzy kolejne wydarzenia: w prawej górnej części dzieła widać okręt zmierzający do widocznej przy krawędzi Wenecji po relikwie, również po prawej, ale poniżej przedstawiono tenże statek po powrocie i przybiciu do brzegu oraz zmierzająca do niego uroczystą procesję licznych zakonników i świeckich, która ciągnie się od zamku w Budzie widocznego w lewej górnej części malowidła aż do okrętu. Z kolei na pierwszym planie namalowano tę że procesję wracającą do zamku ze zwłokami św. Pawła ubranymi w habit pauliński niesionymi na marach. Za nimi dobrze widoczna jest grupa trzech bogato odzianych dostojników świeckich, w której Rozanow i Smulikowska zidentyfikowały inicjatora sprowadzenia relikwii, króla Węgier Ludwika, jego kanclerza Władysława Opolczyka oraz ubraną w strój polski postać szlachcica o rysach twarzy Tomasza Zamoyskiego, ku której kierują się spojrzenia obu węgierskich dygnitarzy. W lewym dolnym rogu kompozycji znajduje się grupa pielgrzymów, która wg Rozanow i Smulikowskiej być może ma twarze Tomasza Dolabelli i jego rodziny.
Oprócz treści religijnych i związanych z tradycją paulińską umieszczenie w jednej z głównych scen, wśród postaci z XIV w., Tomasza Zamoyskiego, na którego wskazuje król Ludwik i wyraźnie patrzy jego kanclerz Opolczyk z namalowaną na piersi pieczęcią kanclerską może symbolizować ideowe przejęcie od tych dwóch dawnych dostojników misji opieki nad paulinami, ale też misji ochrony państwa przed zagrożeniem tureckim, czemu przysłużyłoby się otrzymanie przez niego stanowiska kanclerza wielkiego Polski. 
Obraz, cechujący się dużą wartością artystyczną, był eksponowany od 1969 r. na wystawie sztuki w arsenale klasztoru Jasnej Góry. Po utworzeniu w 1982 nowego Muzeum 600-lecia Jasnej Góry wszedł w skład tamtejszej ekspozycji. 